# Densha Otoko (телесериал)
Densha Otoko (яп. 電車男 дэнся отоко, «Парень из электрички») — японский телесериал. Сюжет основан на истории Densha Otoko, предположительно правдивой, развернувшейся на японском веб-форуме 2channel, и позже адаптированной также и в виде романа, нескольких манг, спектаклей и полнометражного фильма.
Сериал состоит из 11 серий, премьерный показ которых прошёл на телеканале Fuji TV с 7 июля по 22 сентября 2005 года, спецвыпуск был показан 6 октября 2005 года. Двухчасовой спецвыпуск под названием Densha Otoko Deluxe показывался 23 сентября 2006 года. В нём персонажи отправлялись на Таити.

## Сюжет
Молодой человек (Ацуси Ито), который является типичным японским отаку, неожиданно для себя заступается за красивую девушку (Мисаки Ито) в электричке и спасает её от хулигана. После этого в полицейском участке девушка просит его оставить ей свой адрес. Когда молодой человек возвращается домой, он заходит на форум, на котором создаёт ветку, в которой описывает произошедшее. Там ему говорят, что раз она попросила адрес, значит, пришлёт подарок. И действительно, подарок пришёл. А вместе с ним и телефон этой девушки.
После этого на форуме ему стали давать разные советы и спрашивать его об его развивающихся отношениях с девушкой. Юноша получил прозвище «Парень из электрички» (яп. 電車男 дэнся отоко), а девушку стали именовать «Эрмес», по названию французской торговой марки Hermès, чашки которой она прислала в виде подарка.

## Основа сюжета
Существуют разные мнения, по поводу того, реальна ли история телесериала и фильма Densha Otoko. Телекомпания, транслировавшая сериал, сообщала, что история основана на реальных событиях. Считается, что эта «реальная история» развивалась на форуме 2ch, на который очень похож форум из телесериала. В то же время полного подтверждения правдивости истории не было, как и никогда не была раскрыта личность «Парня из электрички».
В сериале Densha Otoko кроме всего прочего демонстрируются многие аспекты культуры отаку в Японии.

## Критика
25 октября 2005 года Densha Otoko получил шесть наград на 46-й церемонии вручения Премии академии для телесериалов: «Лучший сериал», «Лучший актёр второго плана» (Ацуси Ито), «Лучшая актриса второго плана» (Михо Сираиси), «Лучший режиссёр» (Такэути Хидэки), «Лучшее музыкальное оформление» и «Лучшая начальная заставка».
Сериал был создан для показа в прайм-тайм, поэтому отношения между героями в сериале отражают лишь дружбу и симпатию, а сексуальное напряжение между ними полностью отсутствует.